# Federico Caffè
Federico Caffè (Pescara, 6 gennaio 1914 – Roma, ... scomparso a Roma il 15 aprile 1987) è stato un economista italiano.
Fu uno dei principali diffusori della dottrina keynesiana in Italia, occupandosi di politiche macroeconomiche ed economia del benessere. Al centro delle sue riflessioni ci fu sempre la necessità di assicurare elevati livelli di occupazione e di protezione sociale, soprattutto per i ceti più deboli.
È anche noto per le misteriose circostanze della sua scomparsa.

## Biografia
Nato a Pescara da una famiglia di condizioni economiche modeste, cominciò a lavorare all’età di dieci anni, come bigliettaio in un cinema di Pescara; in seguito lavorò come impiegato del Banco di Roma. Si laureò all'Università di Roma "La Sapienza" nel 1936 con Lode in Scienze Economiche e Commerciali. I suoi mentori furono Guglielmo Masci, con cui conseguì la laurea, e Gustavo Del Vecchio. Nel 1939, all'età di 25 anni, cominciò a lavorare come assistente presso la facoltà di Economia della stessa università. Nonostante la sua bassa statura, prestò il servizio militare e, dopo l'8 settembre 1943, fu renitente alla leva. Nel 1945 fu consulente e successivamente capo di gabinetto del Ministro della Ricostruzione Meuccio Ruini durante il governo Parri. Con una borsa di studio, dopo la guerra passò un anno alla London School of Economics, a Londra, un periodo che fu per lui molto fecondo e dove approfondì la sua conoscenza del pensiero keynesiano e delle politiche sociali del governo laburista.
Lavorò inizialmente presso la Banca d'Italia, per poi insegnare Politica economica e finanziaria nell'Università degli Studi di Messina. Insegnò poi Economia politica a Bologna. Dal 1959 fino al suo ritiro dall'insegnamento lavorò presso l'università "La Sapienza" di Roma, dove si era laureato, come professore ordinario di Politica economica e finanziaria. Dal 1967 al 1969 fece parte del Comitato scientifico della Fondazione Luigi Einaudi di Torino.
Oltre ai suoi scritti accademici, fu un attento commentatore dell'attualità economica su giornali e riviste. In particolare collaborò assiduamente a Il Messaggero e a il manifesto. Gli scritti su il manifesto, spesso sollecitati dall'amico Valentino Parlato e dall'allievo Roberto Tesi, sono stati raccolti in volume. Gli articoli per Il Messaggero, dovuti alla richiesta di collaborazione avanzata da Aldo Maffey, e l'Ora, sono anch'essi stati raccolti in volume.
Relatore delle tesi di laurea di più di mille studenti, ha formato numerosi economisti italiani. Tra i suoi studenti più illustri vi sono stati il governatore della Banca d'Italia, presidente della Banca Centrale Europea e Presidente del Consiglio dei ministri Mario Draghi, il governatore della Banca d'Italia Ignazio Visco ed il preside della Facoltà di economia e commercio della Sapienza Università di Roma Giuseppe Ciccarone. Fu mentore e amico degli economisti Franco Archibugi, Giorgio Ruffolo, Luigi Spaventa, Marcello De Cecco, Fernando Vianello, Ezio Tarantelli (assassinato dalle BR nel 1985), Nicola Acocella, Sergio Baldini, Fausto Vicarelli, Bruno Amoroso, Guido Maria Rey, Gian Cesare Romagnoli, Pierluigi Ciocca, Vieri Ceriani, Marco Ruffolo, Enrico Giovannini, Daniele Archibugi, Nino Galloni, e di altri economisti italiani.
Svolse per vari anni l'attività di consulente per l'economia della casa editrice Laterza, nella persona del direttore editoriale Enrico Mistretta. L'editore Giuseppe Laterza si laureò con lui nel 1981. Mantenne rapporti frequenti anche con il sindacalista Antonio Lettieri.

## La politica economica
Federico Caffè si occupò in maniera regolare dei temi della politica economica e del welfare, con particolare attenzione agli aspetti sociali e alla distribuzione dei redditi.
Dedicò particolare attenzione agli economisti scandinavi e alle esperienze di tali Paesi nel welfare. Divulgò in Italia il pensiero e gli scritti di economisti scandinavi quali Gunnar Myrdal e Frederick Zeuthen.
Il suo testo universitario Lezioni di politica economica è rappresentativo del suo pensiero. In esso Caffè definì la politica economica:
Come Keynes, Caffè appare eclettico nel suo accettare contributi eterogenei nella costruzione del grande edificio della scienza economica (per esempio include Marx e i marginalisti); ciò fa apparire più forti le sue critiche al pensiero liberista.
(pag. 38)

## La scomparsa

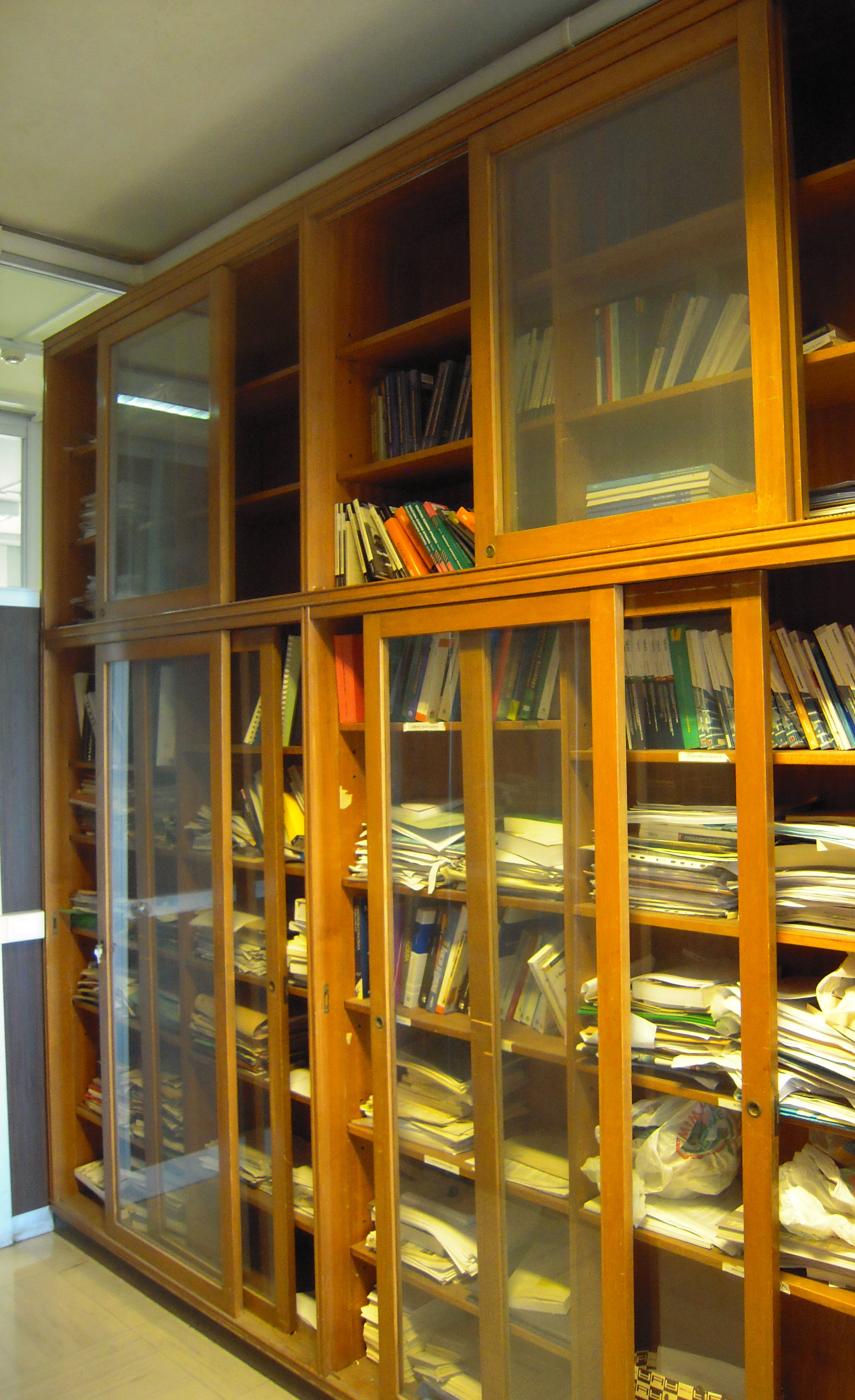
La biblioteca di Federico Caffè nella facoltà di Economia dell'Università "La Sapienza", dove si laureò ed insegnò per la maggior parte della sua carriera

Nel 1987 Caffè viveva a Roma in via Alberto Cadlolo, un'elegante strada fra Monte Mario e la Balduina, con il fratello Alfonso (1910-1992), professore di lettere all'Istituto Massimo di Roma, ed era ormai fuori ruolo, in quanto, con i suoi 73 anni, aveva da poco raggiunto i limiti d'età per l'insegnamento universitario. A uno dei suoi più vecchi amici, il professor Carlo Ruini, aveva rivelato in una lettera di essere in ansia per le sue condizioni finanziarie, che, sosteneva, sarebbero state insufficienti ad affrontare la vecchiaia; in realtà fu poi appurato che Caffè non aveva alcun ragionevole motivo per essere preoccupato dal punto di vista economico per il futuro. A un suo allievo confidò in più occasioni quanto fosse stato doloroso per lui smettere di insegnare. All'allievo Daniele Archibugi, che conosceva sin dalla nascita essendo stato testimone di nozze dei suoi genitori, aveva chiesto addirittura di aiutarlo a suicidarsi.
Le tracce di Caffè si persero nella notte fra il 14 e il 15 aprile 1987. Il fratello, che dormiva nella stanza a fianco, non si accorse di nulla fino a quando, la mattina del 15 aprile, sul comodino trovò l'orologio e i documenti di Federico, il libro La scomparsa di Majorana di Leonardo Sciascia e gli occhiali che Federico usava per leggere. Le ipotesi sulla sua scomparsa sono dunque varie. Secondo alcuni parenti si trattò di un'azione volontaria, compiuta con accorgimenti necessari a non lasciare tracce, escludendo ipotesi di omicidio e incidente. Commosse l'opinione pubblica italiana la notizia di come alcuni suoi studenti setacciarono la città di Roma per cercarlo nei giorni successivi alla scomparsa.
Molti hanno anche parlato di un allontanamento come in una sorta di esilio, forse in un convento, paragonando la vicenda alla misteriosa sparizione del fisico Ettore Majorana, in considerazione anche del fatto che, come già detto, fino alla sera prima di sparire, Caffè stava leggendo un libro a tale riguardo. Altri hanno suggerito come unica alternativa a questa l'ipotesi del suicidio. A molti conoscenti sembrava che il professore fosse caduto nello sconforto per vari motivi: il pensionamento e la situazione finanziaria, lo scarso seguito delle sue teorie, la morte della madre, della vecchia "tata" e di alcuni degli allievi più cari (Ezio Tarantelli, ucciso dalle Brigate Rosse nel 1985; Franco Franciosi, stroncato da un tumore nel 1986; Fausto Vicarelli, deceduto in un incidente stradale, sempre nel 1986) e la malattia del fratello.
Pochi giorni prima della scomparsa di Caffè, era morto a Torino lo scrittore Primo Levi, si presume per suicidio; Caffè ne era rimasto molto colpito, affermando: «Perché così? Perché sotto gli occhi di tutti? Perché straziare i parenti?». Nel libro Memorie di un intruso, edito da Castelvecchi nel 2016, Bruno Amoroso, uno dei suoi allievi più cari, racconta di averlo rivisto dopo la scomparsa, lasciando aperta l'ipotesi del ritiro in convento dell'economista.
L'8 agosto 1998, data in cui Caffè era scomparso da poco più di 11 anni e, se in vita, avrebbe avuto 84 anni, il tribunale di Roma ne dichiarò la morte presunta, avvenuta in circostanze non appurate.

## Omaggi e riconoscimenti
A Federico Caffè sono dedicate: 
- la Scuola di Economia e Studi Aziendali dell'Università Roma Tre;
- la Biblioteca del Dipartimento di Economia e Diritto dell'Università "La Sapienza" di Roma;
- l'Aula V della Facoltà di Economia della Università "La Sapienza" di Roma, dove Caffè svolgeva le lezioni del suo corso di Politica economica;[24][25]
- l'Aula magna della facoltà di Economia dell'Università degli Studi "Gabriele d'Annunzio" di Pescara;
- l'Istituto Tecnico Superiore nel quartiere Monteverde di Roma;[26]
- una piazza nel Comune di Roma (inaugurata alla presenza, tra gli altri, di Mario Draghi il 25 novembre 2008);[27]
- una via nel comune di Pioltello;
- una via nel comune di Pescara;
- una via nel comune di Lugo;
- una sala riunioni presso la sede nazionale della CGIL, Corso d'Italia, Roma.

I suoi allievi che insegnano presso La Sapienza ogni anno organizzano una lezione annuale a lui intitolata, che viene svolta grazie anche al contributo della Banca d'Italia. Queste lezioni in onore di Federico Caffè sono state tenute da alcuni dei più importanti economisti viventi. Molte di esse sono state pubblicate in una collana della Cambridge University Press sotto la direzione di Nicola Acocella e Mario Tiberi. 
Tali lezioni sono state a volte occasione per dibattiti molto accesi sulla eredità culturale di Federico Caffè, come avvenne in occasione di quella svolta il 24 maggio 2012 presso la Facoltà di Economia della Sapienza Università di Roma, introdotta dal Governatore della Banca d'Italia Ignazio Visco e tenuta dall'allora Presidente della Banca centrale europea Mario Draghi, entrambi allievi di Caffè. Alcuni studenti contestarono le politiche monetarie della Banca centrale europea, evidenziando quanto Caffè sia stato sempre a favore di una politica economica più espansiva.
Nella Facoltà di Economia dell'Università "La Sapienza" si conservano ancora la libreria e la scrivania utilizzate da Caffè.
I suoi collaboratori e allievi che hanno insegnato e insegnano ancora nell'Università Roma Tre, gli hanno intitolato prima la Facoltà di Economia e poi la Scuola di Economia e Studi Aziendali e hanno organizzato convegni in suo onore, tra cui quello del 2001 sul tema: Il futuro delle relazioni economiche internazionali, presso la Facoltà di Scienze Politiche e quello per la celebrazione del centenario della sua nascita, presso la Scuola suddetta, nel 2014.

## Opere di Federico Caffè
- Saggi sulla moderna "economia del benessere" (curatore), Boringhieri, Torino (1956).
- Economisti moderni (curatore), Garzanti, Milano (1962); ristampa con varianti, Laterza, Bari, (1971).
- Politica economica, Boringhieri, Torino (1966 e 1970 - due volumi).
- Teorie e problemi di politica sociale, Laterza, Bari (1970).
- Frammenti per lo studio del pensiero economico italiano, Giuffrè, Milano (1975).
- Autocritica dell'economista (curatore), Laterza, Bari (1975).
- Un'economia in ritardo, Boringhieri, Torino (1976).
- Economia senza profeti. Contributi di bibliografia economica, Edizioni Studium, Roma (1977). Riedizione 2014 ISBN 978-88-382-4231-1.
- Lezioni di politica economica, Bollati Boringhieri, Torino (1978). Nuova edizione rivista e aggiornata da Nicola Acocella, 2008 ISBN 9788833919232.
- L'economia contemporanea. I protagonisti e altri saggi, Edizioni Studium, Roma (1981). Riedizione 2013 ISBN 978-88-382-4230-4.
- Keynes. Riletture e rievocazioni (curatore), Einaudi, Torino (1983).
- In difesa del welfare state, Rosenberg & Sellier, Torino (1986). Riedizione 2014 ISBN 9788878852341.

### Traduzioni di Federico Caffè
Come studioso sempre aggiornato sulla letteratura economica internazionale, Caffè scrisse numerosissime recensioni e rassegne critiche della letteratura. Fu anche un prolifico traduttore di testi economici. Oltre a tradurre gran parte dei testi pubblicati nei volumi da lui curati (indicati sopra), tradusse anche diversi volumi, tra i quali:
- Dennis Holme Robertson, Saggi di teoria monetaria, La Nuova Italia, Firenze (1956)
- Frederick Zeuthen, Scienza e benessere nella politica economica, Boringhieri, Torino (1961)
- John R. Hicks, Una teoria della storia economica, Utet, Torino (1971)

## Raccolte di scritti postume
- La solitudine del riformista, Bollati Boringhieri, Torino (1990), a cura di Nicola Acocella e Maurizio Franzini, ISBN 88-339-0556-X.
- Scritti quotidiani, Manifestolibri, Roma (2007), ISBN 88-7285-491-1; a cura di Roberta Carlini. Raccoglie gli articoli scritti da F. Caffè per il manifesto dal 1976 al 1985.
- Contro gli incappucciati della finanza. Tutti gli scritti: Il Messaggero 1974-1986, L'Ora, 1983-1987, a cura di Giuseppe Amari, Castelvecchi, Roma, 2013, ISBN 978-88-7615-903-9.
- La dignità del lavoro, a cura di Giuseppe Amari, Castelvecchi, Roma, 2014, ISBN 88-6826-570-2.

## Opere su e in onore di Federico Caffè
- Nicola Acocella, Guido M. Rey, Mario Tiberi (curatori), Saggi di politica economica in onore di Federico Caffè, tre volumi, Franco Angeli, Milano, 1990, 1992, 1999.
- Nicola Acocella, Mario Tiberi, Federico Caffè: the man, the teaching, and the intellectual path, in "World Economics Association Newsletter", 4(1), febbraio 2014[14].
- Giuseppe Amari e Nicoletta Rocchi (a cura di), Federico Caffè: un economista per il nostro tempo, Roma, Ediesse, 2009. ISBN 978-88-230-1298-1.
- Bruno Amoroso, La stanza rossa - Riflessioni scandinave di Federico Caffè, Edizioni Città Aperta, Troina (Enna),2004. Nuova edizione con il titolo Federico Caffè. Le riflessioni della stanza rossa, Castelvecchi, Roma, 2012.
- Bruno Amoroso, Memorie di un intruso, Castelvecchi, Roma, 2016.
- Daniele Archibugi, Federico Caffè, solitario maestro, Micromega, n. 2, 1991.
- Daniele Archibugi, Maestro delle mie brame. Alla ricerca di Federico Caffè, Fazi, Roma, 2022.
- Autori Vari, Federico Caffè. Realtà e critica del capitalismo storico, Donzelli, Roma, 1995.
- Giancarlo Corsetti, Guido M. Rey, Gian Cesare Romagnoli (curatori), Il futuro delle relazioni economiche internazionali, Franco Angeli, Milano, 2001.
- Mario Draghi, The economic policy of Federico Caffè in our times, Speech by the President of the ECB, to mark the centenary of the birth of Federico Caffè at the Lecture room of the School of Economics and Business Studies “Federico Caffè”, Rome, 12 November 2014.
- Riccardo Faucci, "L'economia per frammenti di Federico Caffè", Rivista italiana degli economisti, n. 3, 2002.
- Thomas Fazi, Una civiltà possibile. La lezione dimenticata di Federico Caffè, Meltemi, Milano, 2022.
- Francesco Carlesi, Claudio Freschi, L'Italia del miracolo, Eclettica, Roma, 2023.
- Ermanno Rea, L'ultima lezione, Einaudi, Torino, 1992.
- Guido M. Rey, Gian Cesare Romagnoli (curatori), In difesa del Welfare State, FrancoAngeli, Milano, 1993.
- Guido M. Rey, Gian Cesare Romagnoli (curatori), Federico Caffè a cento anni dalla nascita, Franco Angeli, Milano, 2016.
- Piero Roggi, Monika Poettinger (curatori), "Federico Caffè nel pensiero economico italiano", Il Pensiero Economico Italiano, Anno 23, 2015/2.
- Voce "Federico Caffè" in AA.VV., Biografie e bibliografie degli Accademici Lincei, Roma, Acc. dei Lincei, 1976, p. 797-798.

## Cinema e documentari
- Alla scomparsa di Federico Caffè è dedicato il film di Fabio Rosi L'ultima lezione (2001), dove la parte dell'economista è interpretata dall'attore Roberto Herlitzka.
- Alla figura di Federico Caffè è dedicato il documentario di Rai Storia Federico Caffè, l'economia al servizio dell'uomo (2021) di Keti Riccardi, nell'ambito del programma Italiani.
- Federico Caffè. Quel silenzio che ancora ci parla (2007) di Marco Maiello, documentario realizzato in occasione del ventennale della scomparsa di Federico Caffè per la CGIL.[31]
- Federico Caffè. Dalla parte dei più deboli. (2014) di Stefano Falco. Documentario realizzato in occasione del centenario della nascita di Federico Caffè. Produzione Fondazione Pescarabruzzo e Fondazione Federico Caffè.